# Старчевський Альберт Вікентійович
Альберт Вікентійович Старчевський (також: Адальберт-Войтех Старчевський, 28 квітня 1818 - 7 жовтня 1901) - російський журналіст, енциклопедист і знавець європейських та східних мов. 

## Біографія
Альберт (уроджений Адальберт-Войцех) Старчевський, видатний історик літератури, журналіст, редактор, філолог, лексикограф та енциклопедист польського походження. Знавець  східноєвропейських та азіатських мов, він написав безліч книг з слов'янської філології та етнографії, склав та відредагував кілька словників зі східнослов'янських мов, у тому числі Словник давньослов'янської мови (1899 р.), а також оригінальне видання Російського енциклопедичного словника. Старчевський редагував Бібліотеку для Читання (з Осипом Сеньковським у 1850-ті роки), "Син Вітчизни" (з 1856 р., близько двадцяти років з перервами), потім (у 1879 -1885 рр.) газети "Сучасність", "Вулик", "Відлуння", "Батьківщина".
Народився у селі Івки, Київської губернії, у польській родині. Старчевський вивчав право спочатку у Київському, потім у Санкт-Петербурзькому університеті. Ще перебувавши студентом, він опублікував свою першу велику працю "Сказання іноземних письменників про Росію": перший том "Сказань іноземних письменників XVI століття про Росію" (1841 р.) латинською мовою; за ним пішов другий, під назвою: "Historiae Rathenicae Scriptores exteri saeculi XVI" (1842 р.). Він переклав французькою мовою російський торгівельний статут, зробив витяг з російських законів про іноземців ("Die russischen Gesetze Auslander betreftend"), зібрав у Державній бібліотеці Берліна колекцію портретів і автографів різних історичних осіб, частина якої була видана під назвою "Galerie slave" (до 360 слов'янських діячів, з біографіями), розшукав реляції бранденбурзьких посланців про Росію в Російському XVII столітті, копії з яких надійшли до архіву Міністерства закордонних справ, склав детальний каталог російських та іноземних матеріалів для історії Росії, вилучених з архівів та бібліотек Західної Європи.
З 1843 року Старчевський був співробітником "Журнал Міністерства Народної Освіти" з історичної критики та слов'янської етнографії та філології; склав мовниці десяти слов'янських прислівників (у рукописі) і надрукував: "Література російської історії з Нестора до Карамзіна" ("Фінський Вісник"), "Про заслуги, надані державним канцлером Румянцевим М .П.", "Життя Карамзіна М. М. " (Санкт-Петербург, 1845 р.). У 1848 -1853 роках Старчевський редагував "Довідковий енциклопедичний словник" друкарні Крайя К. (12 томів; перший закінчений словник російською мовою); у 1850-х роках був другим редактором "Бібліотеки для читання" Сенковського.
У 1856 році він перетворив журнал «Син Вітчизни» на дешеву щотижневу газету. Успіх її збагатив видавця-редактора, але через 13 років був змушений   відмовитися від видання. Після невдалої спроби відновити «Північну Бджолу», в 1869 році Старчевський став редактором «Сина Вітчизни», який придбав торговець Успенський на аукціоні, але, незважаючи на величезну працю протягом семи років так і не зміг повернути газеті хоча б малої частини її колишнього успіху.
У 1879 -1885 роках Старчевський редагував ще такі малотиражні газети, як "Сучасність", "Вулик", "Відлуння" та "Батьківщина". Після невдач у газетах, 1886 році, порвавши з журналістикою, Старчевський почав складати словники та навчальні мовниці. Генеральний Штаб замовив йому серію кишенькових розмовників, щоб російські солдати могли спілкуватися з персами, турками, китайцями тощо., які потрібно було терміново видати в дуже короткий термін. Але мовознавство приносило малий дохід, на відміну від журналістики, і Словник 27 кавказьких прислівників вдалося видати, лише вдавшись до дотацій Літературного Фонду.
Досить великий фонд його праць становить різного роду «Перекладачі» зі східних мов, «Супутники», «Толмачі» і тому подібні праці по Середній Азії, Кавказу, Туреччини, Індії, Тибету, Японії та інших країн, деякі з них видавалися декілька разів. Спеціально для моряків Старчевський видав морський тлумач для всіх портів Європи, Азії та Середньої Африки 50 мовами, які Старчевський сам вивчав і знав досконало. Його мрією було скласти "Стомовний словник". Остання велика його праця - "Словник давньої слов'янської мови, складений за Остромировим Євангелієм Ф. Миклошичу, О. Х. Востокову, Я. І. Бередникову та І. З. Кочетова." (1899 р).
Альберт Вікентійович Старчевський помер 7 жовтня 1901 року у Санкт-Петербурзі. Похований на Волковському лютеранському цвинтарі.

## Вибрана бібліографія

### Словники та "перекладачі"
- Переводчик с русского языка на персидский / Сост. А. В. Старчевский. — СПб.: Типография и литография А. Траншеля, 1886.
- Проводник и переводчик по отдаленным окраинам России, заключающий в себе 44 языка... : (По каждому языку от 1000 по 2000 и более слов, по 300 разговорных фраз и граммат. очерк) / Сост. по методе Меццофанти А. В. Старчевский. — СПб.: [б. и.], 1889. — Т. 1—2.
- Русский средне- и южноазиатский проводник-переводчик, заключающий в себе языки: тюркский (кашгарский и таранчи), джагатайский (чахатайский), узбекский, таджикский, бутанский (лопа), невари, непальский, кашмирский, пенджабский, синдский, белуджи / Сост. А. В. Старчевский. — СПб.: Пар. скоропеч. Г. П. Пожарова, 1896.
- Словарь древнего славянского языка / Сост. по Остромирову евангелию, Ф. Миклошичу, А. Х. Востокову, Я. И. Бередникову и И. С. Кочетову. — СПб.: Типография А. С. Суворина, 1899.

### Статті в періодичних виданнях
- «Великая мысль Екатерины II» («Исторический Вестник», 1885, № 7);
- «Воспоминания старого литератора» («Исторический Вестник», 1886, 10; 1888, 10; 1890, 9; 1891, 8,9; 1892, 10,11);
- «Роман одной забытой романистки» («Исторический Вестник», 1886, № 8 и 9);
- «Дудышкин Степан Семёнович. Один из забытых журналистов» («Исторический Вестник», 1886, № 2).